# Буди Переворські
Буди Переворські — колишнє село на Закерзонні в теперішній північній частині міста Переворськ між залізничною колією № 91 Краків — Медика і державною трасою № 94 Зґожелець — Корчова.

## Історія
У 1831 р. в селі було 15 греко-католиків, які належали до парохії Миротин Каньчуцького деканату Перемишльської єпархії. На той час унаслідок півтисячоліття латинізації та полонізації українці лівобережного Надсяння опинилися в меншості.
У 1859 р. через село прокладена Галицька залізниця імені Карла Людвіга зі станцією Переворськ у селі.
Відповідно до «Географічного словника Королівства Польського» в 1881 р. Буди Переворські знаходилися в Ланцутському повіті Королівства Галичини і Володимирії, були 110 будинків і 741 мешканець, паровий млин, цегельня.
14 січня 1900 р. введена в дію залізниця Переворськ — Розвадів (Стальова Воля).
У 1913 р. в селах Буди Переворські й Буди Ланьцутські було 4 греко-католики.
Востаннє в Шематизмах Буди Переворські згадуються в 1918 р. без вказівки числа греко-католиків.
У 1922 р. село ліквідовано, а його територія приєднана до міста Переворська.